# Dicentria minotelis
Dicentria minotelis är en fjärilsart som beskrevs av Dyar 1907. Dicentria minotelis ingår i släktet Dicentria och familjen tandspinnare. Inga underarter finns listade i Catalogue of Life.